# Ilince
Ilince (en serbe cyrillique : Илинце ; en albanais : Ilinca) est un village de Serbie situé dans la municipalité de Preševo, district de Pčinja. En 2002, il comptait 138 habitants, dont 134 Albanais (98,52 %) et 2 Hongrois (1,47 %).
En septembre 2011, l'assemblée des députés albanais de Preševo, Bujanovac et Medveđa a incité les Albanais de Serbie à boycotter le recensement prévu pour le mois d'octobre de cette année-là ; de ce fait, aucun chiffre de population n'a été communiqué pour les localités de la municipalité de Preševo.

## Démographie
| 1948 | 1953 | 1961 | 1971 | 1981 | 1991 | 2002 |
| ---- | ---- | ---- | ---- | ---- | ---- | ---- |
| 334  | 328  | 336  | 294  | 131  | 155  | 136  |

|  |